# Cammarata
Cammarata är en ort och kommun i kommunala konsortiet Agrigento, innan 2015 provinsen Agrigento, i regionen Sicilien i sydvästra Italien. Kommunen hade 6 197 invånare (2017). San Giovanni Gemini omringas av Cammarata.